# المسؤولية الشخصية في قانون الاستهلاك الغذائي
المسؤولية الشخصية (المدنية) في قانون الاستهلاك الغذائي الأمريكي والمعروف أيضًا باسم مشروع قانون بيرجر الجبنة الذي يسعى لحماية المنتجين وتجار التجزئة للأغذية، مثل شركة ماكدونالدز، من تشكيل عدد متزايد من الدعاوى والدعاوى المُقامة من قِبل فئة المستهلكين الذين يعانون من السمنة المفرطة. ترفض المحكمة هذه الدعاوى حتى الآن، وأحيانًا بعبارات قوية. تم تمرير القانون من قِبل مجلس النواب الأمريكي في مارس 2005، وحصل على تصويت مجلس الشيوخ. القانون ينص على أن شركات إنتاج أو تجزئة الأغذية لا تكون مسؤولة قانونًا عن السمنة، وأمراض القلب، أو أي من الأمور المتعلقة بالصحة الناتجة عن استهلاك أغذيتهم، باستثناء الحالات التي تكون فيها جودة الأغذية الفعلية أو التعامل معها مسؤولة عن مثل هذه القضايا.
أعيد تقديم مشروع القانون في عام 2005 من قبل عضو الكونجرس الجمهوري في ولاية فلوريدا ريك كيلر. حصل كيلر على لجنة العمل السياسي، وصلت إلى حد 300000 دولار أمريكي لحملته الشخصية (PAC) أقصى مستوى من التبرعات من الـ ممولة من مطاعم مثل: ماكدونالدز، ووينديز، وبرجر كينج. في 19 أكتوبر 2005، مرر مجلس النواب مشروع القانون مرة أخرى بـ 306 -120 صوتًا على الرغم من أن كيلر غاب بالفعل عن التصويت؛ بسبب نقله إلى المستشفى بعد إصابته بعدم انتظام ضربات القلب. فشل القانون مرة أخرى في الحصول على تصويت مجلس الشيوخ.
نظرت العديد من الهيئات التشريعية في الولايات في إصداراتها الخاصة من مشروع القانون.